# Бурманска харфа (роман)
Бурманска харфа (јап. ビルマの竪琴 Бирума но татегото) позната и под називом "Харфа из Бурме" је роман за дјецу који је написао Мичио Такејама. Први пут је објављен 1946.године, а два пута снимљен од стране режисера Кон Ичикава - 1956. и 1985. године. Оба филма су била успјешна. 
Роман је на енглески језик превео Ховард Гибет, а први пут га је објавио 1966.године Чарлс Е. Тутл Компани, са УНЕСКО-ом ( 0-8048-0232-7).

## Радња
Роман говори о одреду јапанских војника под командом капетана Иноуа, који се борио у Бурми на крају Другог свјетског рата. Кад уђу у џунглу, виде да им се у рату не супротстављају само снаге непријатеља - страна земља, другачија клима и чудно понашање мЈештана такође постају препреке. Војника хватају различите емоције - носталгија за домом и осјећај бесмисла вођења рата. Пјесме и капетан који их је научио хорском пјевању, помажу им да одрже дух. Предаја Јапана најављује се недуго након почетка приче.
Један од чланова одреда, војник по имену Мизушима, постао је господар бурманске харфе, наступајући за своје другове. Јавља се да убједи отпорну јапанску јединицу да се преда. Његов покушај не успјева и у битци која је услиједила представља се мртвим. Мизушима се пресвлачи у одјећу будистичког монаха и путује у њој по земљи. Много мртвих јапанских војника види далеко од својих домова. У будистичкој одјећи, Мизушима се појављује пред својим бившим саборцима, не откривајући им се, иако многи сумњају да је монах. Када одред крене кући, одлучују да остану у Бурми и сахране мртве јапанске војнике.

## Историја стварања
Писање романа аутору је наручио часопис Акатомбо. У њему је роман првобитно објављен као засебне приче. Прва од њих била је у издању из марта 1947, а затим од јула 1947. до фебруара 1948.године.Послије мале ревизије објављен је у целини. Текст прати многе акварелне илустрације Геничира Инокуме, како у верзији часописа, тако и у формату књиге.
Такејама је написао причу како би младим читаоцима пружио наду након пораза у земљи у Другом свјетском рату, истичући традиционалне будистичке идеале алтруизма, које је приказао лик војника по имену Мизушима.У есеју годинама касније, Такејама истиче да су после пораза у рату војници који су се у њему борили у Јапану сматрани „злим људима“, нису показивали ни поштовање ни саосјећање. Сама идеја молитве за оне који су погинули у рату људима није падала на памет. Али Такејама је вјеровао да су разлози за рат и поштовање палих који су извршавали своју дужност различите ствари.
Од једног свог пријатеља који се вратио из Бурме, чуо је причу о војнику који се замонашио. Такође, једном је прочитао причу о младом учитељу музике који је своје другове у рату учио да певају,а они су,као одговор на то што им је чинио, почели да га покривају од метака у борби, и затим су се вратили у домовину у много бољем расположењу од осталих војника. Најмање једном, међу војницима који су се враћали из рата, а који сада просе на улицама, Такејама је препознао једног од својих бивших ученика. У почетку је Такејама планирао да радњу романа расвијетли у Кини, гдје се и затекао, али заплет је требао пјесму која ће ујединити војнике на различитим странама фронта и која ће бити позната с обје стране. За Кину и Јапан није знао такве пјесме, па је избор пао на „Доме, слатки доме!” , што је означавало британске војнике, односно Бурму. Никада није био у Бурми, али као студент Такејама је посјетио Тајван и био упознат са локалном џунглом.
Упркос чињеници да на почетку романа аутор каже да му је причу испричао познаник,ово је само стилско средство које су многи преузели на вјеру. Редитељ анимиране адаптације из 1986. године био је изненађен када је за то сазнао када је упознао аутора.
Наслов књиге приказује саунг-а, музички инструмент који је војник узео да свира. Роман, јасније од филма из 1956.године, говори о одговорности Јапана за прошли рат. Један војник говори о „страшним проблемима“ које је Јапан донио Бурми, док главни јунак критикује јапанске колонијалне амбиције као „бескорисне жеље“ и каже да су Јапанци „заборавили најважније ствари у животу“.

## Признања и критике
Књига је одмах по изласку стекла популарност међу публиком свих узраста у Јапану. Након читања, хиљаде ветерана вратило се у Бурму да ода почаст својим погинулим друговима.У средишту књиге налази се авантуристички заплет на чијем се крају налази отворени крај. Испоставило се да су то успјешно помјешана духовност, колонијалне фантазије и дјечачки милитаризам. Роман је постао својеврсни реквијем за погинуле јапанске војнике.
Књига покреће озбиљне теме о трошковима рата и исцјелитељској снази музике. У своје време, роман је имао огроман утицај осуђивањем милитаризма и графичким приказима војника који су пали далеко од куће. Заједно са „24 очију” (1952), Бурманска харфа даје идеју о томе како се говорило о рату у првим годинама након његовог завршетка. Ово прво раздобље у јапанској ратној прози карактерише недостатак кривице, фокус на виктимизацији Јапана, концепт „ми Јапанци“ који уједињује све грађане у јединствену заједницу и избјегавање описа самог рата.
Ипак, роман није прошао без критике. Будући да је књига настала имајући на уму дјецу, озбиљне теме о рату се дотичу, али не превише дубоко. Избор локације критикован је више пута, јер аутор није био упознат са земљом и догађајима који су се у њој одвијали. Народ Бурме описује као обичног цивила. Међутим, они углавном служе само као подлога за наратив и требало би да одражавају ауторову визију прошлости и будућности Јапана. Поред тога, књигу је обиљежио отворени расизам.
Ријеко Такада у својој критици истиче да војска у књизи више подсјећа на Ичико, стару гимназију у којој је аутор предавао, а не на праву борбену јединицу. Школа у којој, уместо питања подређивања и потчињавања, ученици траже пријатељство и осећај заједништва са једнакима, а у књизи ову жељу проширује и на британске војнике и на бурманске канибале. Такада карактерише роман рекавши да „ово није прича о рату, ово је прича о школи, прича о Ичико-у“, било да је Такеиама то намјеравао или не.
Баба Кимихико скреће пажњу на то да је у Такејамином роману питање осјећаја кривице према нападнутим земљама далеко од главног, у средишту је питање како се односити према својим мртвима и само према својим. Књига се тешко може приписати војној литератури, примјећује он, будући да у њој нема сцена битака или довољне историјске тачности, она је утопијска прича за дјецу. Роман је награђен Књижевном наградом за културу у Маничију  (јап. 毎 日 出版 文化 賞 Маиничи Супан Бункашо ) 1948. године.Три године касаније, 1951. године, добио је награду министра просвете за допринос умјетности. Међународни институт за књижевност за децу у Осаки уврстио је Бурманску харфу на листу 100 историјски важних јапанских књига за дјецу, објављених од 1946. до 1979. године.
Роман је на енглески језик превео Ховард Гибет, а први пут га је 1966. објавила компанија Чарлес Е. Тутле у сарадњи са УНЕСКО-ом ( 0-8048-0232-7). У то вријеме прича је већ постала позната на западу, захваљујући филму Кон Ичикава из 1956.године. Упркос чињеници да је сам превод мајсторски, испоставило се да је тон приче - њежан и јасно упућен дјеци - тежак за пренос. Западни издавач књиге роман је назвао јапанским одговором на Њемачки реквијем за Први свјетски рат „Тихо на западном фронту”.

## Екранизација
На основу рада снимљена су два филма и кратки анимирани филм. Сви носе исти наслов као и књига: 
- „Бурманска харфа” (1956), црно-бијели јапански филм Кон Ичикаве, који је освојио двије награде Венецијанског филмског фестивала и номинацију за Оскара као најбољи страни филм;
- „Бурманска харфа” (1985) - јапански филм у боји, такође у режији Кон Ичикаве, комерцијално најуспјешнији филм у Јапану 1985.године;
- „Бурманска харфа” (1986) - дводјелна адаптација анимираног филма у оквиру серије Анимирани класици Јапанске књижевности.[5][6]